# 坂口あさ
坂口 あさ（さかぐち あさ、1891年（明治24年）6月7日 - 1983年（昭和58年）5月6日）は、日本のジャーナリスト。徳島県出身。

## 生涯
1891年、徳島県で生まれる。1920年（大正9年）に毎夕新聞に入社。翌1921年（大正10年）に徳島新聞に入社し、1950年（昭和25年）まで同社で記者を務めた。彼女が記者を務めていた1948年（昭和23年）に三田華子が前年創刊した「徳島婦人新聞」の発行をひきつぐ。1975年に黒田嘉一郎と共に第一回徳島県文化賞を受賞。
その後、徳島県華道連盟委員長、徳島県文化協会理事を歴任。1983年、91歳で死去。

## 著書

### 単著
- 『記者生活三十年』出版、1967年。

### 共編著
- 飯田義資・林鼓浪・坂口あさ・小西英夫共 編『阿波の年中行事と習俗の研究』県史編さん委員会、1961年。
- 三田華子・坂口あさ共 編『春雷』春雷会句集刊行会、1970年。